# Rockne S. O’Bannon

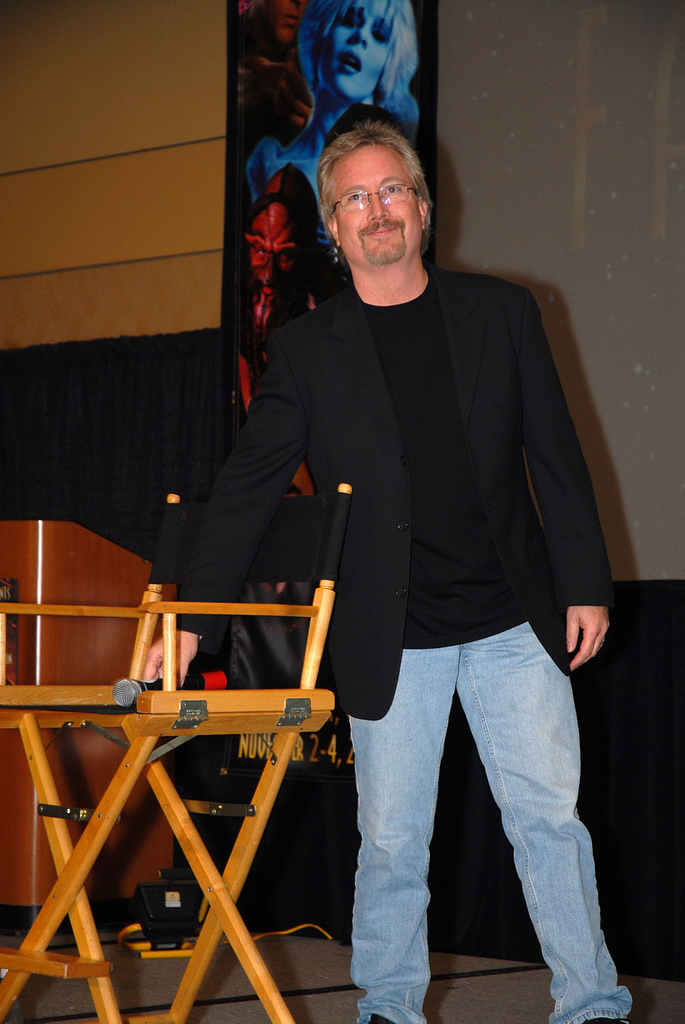
Rockne S. O’Bannon (2007)

Rockne S. O’Bannon (* 12. Januar 1955 in Los Angeles, Kalifornien) ist ein US-amerikanischer Autor, Filmproduzent und Filmregisseur. Er begann seine Karriere 1985 als Filmeditor für Twilight Zone. Kurz darauf schrieb er für Steven Spielbergs Amazing Stories die Episode Life on Death Row. Der große Coup gelang ihm 1987, als er sein Drehbuch für den späteren Kino-Kassenschlager Spacecop L.A. 1991 verkaufte. Die Komplexität des Alien Nation-Universums beweisen die Fortsetzung des Films durch eine Fernsehserie, mehrere Fernsehfilme, sowie Bücher und Comicserien. Er war außerdem entscheidend an der Entwicklung der Fernsehserien seaQuest DSV, Farscape und Defiance beteiligt. 1990 gab er mit dem Film Todesangst (Fear) sein Regiedebüt. 1994 inszenierte er mit Angriff der Killerbienen einen zweiten Film.

## Filmografie (Auswahl)

### Produzent
- 1990: Todesangst (Fear, Fernsehfilm)
- 1993: SeaQuest DSV (Fernsehserie)
- 1998: Creature – Tod aus der Tiefe (Creature, Fernsehfilm)
- 1999: Farscape (Fernsehserie)
- 2005: Bermuda Dreieck – Tor zu einer anderen Zeit (The Triangle)
- 2013: Cult (Fernsehserie)
- 2013–2014: Revolution (Fernsehserie)
- 2014: Defiance (Fernsehserie)
- 2019–2024: Evil (Fernsehserie)

### Regie
- 1990: Todesangst (Fear, Fernsehfilm)
- 1994: Angriff der Killerbienen (Deadly Invasion: The Killer Bee Nightmare, Fernsehfilm)

### Autor
- 1985–1987: The Twilight Zone (Fernsehserie)
- 1988: Spacecop L.A. 1991 (Alien Nation)
- 1990: Todesangst (Fear, Fernsehfilm)
- 1994: Angriff der Killerbienen (Deadly Invasion: The Killer Bee Nightmare, Fernsehfilm)
- 1997: Lethal Invasion – Attacke der Alien-Viren (Invasion, Fernsehfilm)
- 1998: Creature – Tod aus der Tiefe (Creature, Fernsehfilm)
- 1999: Farscape (Fernsehserie)
- 2013: Cult (Fernsehserie)
- 2013–2014: Revolution (Fernsehserie)
- 2013–2015: Defiance (Fernsehserie)
- 2019–2024: Evil (Fernsehserie)